# 尖葉諾氏蘚
尖葉諾氏蘚（学名：Bryonorrisia acutifolia）为羽蘚科諾氏蘚屬下的一个种。